# دفارز دور فلاندرز للسيدات 2019
دفارز دور فلاندرز للسيدات 2019 (بالفرنسية: À travers les Flandres féminin 2019)‏ هو سباق دراجات هوائية، وهو الموسم رقم 8 من السباق، وأقيم في 3 أبريل 2019، وامتدّ لمسافة 108.3 كيلومتر، وهو أحد سباقات سباق الدراجات على الطريق للسيدات 2019، وقد شارك في السباق 147 متسابقاً ووصل إلى نهايته 103 متسابقاً.
فاز فيه بالمركز الأول إيلين فان دايك، وبالمركز الثاني مارتا باستيانيلي، وبالمركز الثالث لوسيندا براند.

## الفرق
| فرق سيدات محترفة (22)- يو أي أيه تيم ‏ - Aromitalia–Basso Bikes–Vaiano ‏ - أيه آر مونكس برو سيكلينج للسيدات ‏ - بيبينك 2019 ‏ - GT Krush Rebellease Pro Cycling ‏ - Équipe Paule Ka ‏ - BTC City Ljubljana ‏ - كانيون إس آر إيه إم راسينغ 2019 ‏ - شارينت ماريتايم سيلينج للسيدات ‏ - دولتشيني فان إيك سبورت 2019 ‏ - FDJ–Suez ‏ - Health Mate–Cyclelive Team ‏ - هايتك بوردكتس-بيرك سبورت 2019 ‏ - لوتو سودال للسيدات 2019 ‏ - Liv AlUla Jayco ‏ - موفيستار للسيدات ‏ - باركهوتل فالكنبورغ 2019 ‏ - Servetto–Makhymo–Beltrami TSA ‏ - فريق سنويب للسيدات 2019 ‏ - Lidl–Trek (women's team) ‏ - فالكار سيلانس 2019 ‏ - Team Virtu Cycling Women ‏ فرق دراجات هواة سيدات (3)- Jos Feron Lady Force ‏ - أوتوجلاس ويترين ‏ - إن إكس تي جي ريسينغ ‏ |  |
| |  |

## التصنيف العام النهائي
| \| التصنيف العام \| التصنيف العام \| التصنيف العام \| التصنيف العام \| التصنيف العام \| \| المتسابقة \| المتسابقة \| الفريق \| الوقت \| \| \| ------------- \| ------------------- \| ------------------------------------- \| ------------- \| ------------- \| \| 1 \| Ellen van Dijk \| Lidl–Trek (women's team) [الإنجليزية]‏ \| 2 س 42 د 34 ث \| \| \| 2 \| مارتا باستيانيلي \| Team Virtu Cycling Women [الإنجليزية]‏ \| + 32 ث \| \| \| 3 \| لوسيندا براند \| فريق سنويب للسيدات [الإنجليزية]‏ \| + 32 ث \| \| \| 4 \| إيلينا سيتشيني \| كانيون–إس آر إيه إم [الإنجليزية]‏ \| + 32 ث \| \| \| 5 \| شيلا جوتيريز \| موفيستار للسيدات [الإنجليزية]‏ \| + 32 ث \| \| \| 6 \| صوفي دي فوست \| باركهوتل فالكنبورغ [الإنجليزية]‏ \| + 32 ث \| \| \| 7 \| أنيميك فان فليوتن \| Liv AlUla Jayco [الإنجليزية]‏ \| + 32 ث \| \| \| 8 \| إليسا ونغو بورغيني \| Lidl–Trek (women's team) [الإنجليزية]‏ \| + 32 ث \| \| \| 9 \| ليان ليبرت \| فريق سنويب للسيدات [الإنجليزية]‏ \| + 32 ث \| \| \| 10 \| كاتارزينا نيفيادوما \| كانيون–إس آر إيه إم [الإنجليزية]‏ \| + 36 ث \| \| |                     |                           |               |  |
| |                     |                           |               |  |
| مصدر: ProCyclingStats |                     |                           |               |  |
| التصنيف العام |                     |                           |               |  |
| المتسابقة | المتسابقة           | الفريق                    | الوقت         |  |
| 1 | Ellen van Dijk      | Lidl–Trek (women's team) ‏ | 2 س 42 د 34 ث |  |
| 2 | مارتا باستيانيلي    | Team Virtu Cycling Women ‏ | + 32 ث        |  |
| 3 | لوسيندا براند       | فريق سنويب للسيدات ‏       | + 32 ث        |  |
| 4 | إيلينا سيتشيني      | كانيون–إس آر إيه إم ‏      | + 32 ث        |  |
| 5 | شيلا جوتيريز        | موفيستار للسيدات ‏         | + 32 ث        |  |
| 6 | صوفي دي فوست        | باركهوتل فالكنبورغ ‏       | + 32 ث        |  |
| 7 | أنيميك فان فليوتن   | Liv AlUla Jayco ‏          | + 32 ث        |  |
| 8 | إليسا ونغو بورغيني  | Lidl–Trek (women's team) ‏ | + 32 ث        |  |
| 9 | ليان ليبرت          | فريق سنويب للسيدات ‏       | + 32 ث        |  |
| 10 | كاتارزينا نيفيادوما | كانيون–إس آر إيه إم ‏      | + 36 ث        |  |

## المشاركون
| Lidl–Trek (women's team) ‏ TFS | Lidl–Trek (women's team) ‏ TFS | Lidl–Trek (women's team) ‏ TFS |
| ----------------------------- | ----------------------------- | ----------------------------- |
| م                             | عداء                          | مرتبة                         |
| 1                             | Ellen van Dijk                | 1                             |
| 2                             | Lotta Lepistö (طريق)          | 20                            |
| 3                             | إليسا ونغو بورغيني            | 8                             |
| 4                             | Audrey Cordon-Ragot           | 99                            |
| 5                             | تريكسي ووراك                  | 93                            |
| 6                             | روث ويندر                     | 100                           |

| Liv AlUla Jayco ‏ MTS | Liv AlUla Jayco ‏ MTS | Liv AlUla Jayco ‏ MTS |
| -------------------- | -------------------- | -------------------- |
| م                    | عداء                 | مرتبة                |
| 11                   | أنيميك فان فليوتن    | 7                    |
| 12                   | غراسي إلفن           | 11                   |
| 13                   | لوسي كينيدي          | لم يكمل السباق       |
| 14                   | سارة روي             | 47                   |
| 15                   | Moniek Tenniglo ‏     | 29                   |
| 16                   | غريس براون           | 55                   |

| فريق سنويب للسيدات ‏ SUN | فريق سنويب للسيدات ‏ SUN | فريق سنويب للسيدات ‏ SUN |
| ----------------------- | ----------------------- | ----------------------- |
| م                       | عداء                    | مرتبة                   |
| 21                      | لوسيندا براند           | 3                       |
| 22                      | سوزان أندرسن            | 13                      |
| 23                      | فايفر جورجي             | 57                      |
| 24                      | جولييت لابوس            | 71                      |
| 25                      | ليان ليبرت (طريق)       | 9                       |
| 26                      | يانيكي إنسينغ           | 79                      |

| كانيون–إس آر إيه إم ‏ CSR | كانيون–إس آر إيه إم ‏ CSR | كانيون–إس آر إيه إم ‏ CSR |
| ------------------------ | ------------------------ | ------------------------ |
| م                        | عداء                     | مرتبة                    |
| 31                       | كاتارزينا نيفيادوما      | 10                       |
| 32                       | ألينا أمياليوسيك         | 87                       |
| 33                       | إيلينا سيتشيني           | 4                        |
| 34                       | تيفاني كرومويل           | 54                       |
| 35                       | Tanja Erath ‏             | 88                       |
| 36                       | ليزا كلاين               | 12                       |

| موفيستار للسيدات ‏ MOV | موفيستار للسيدات ‏ MOV  | موفيستار للسيدات ‏ MOV |
| --------------------- | ---------------------- | --------------------- |
| م                     | عداء                   | مرتبة                 |
| 41                    | روكسان فورنييه         | 16                    |
| 42                    | أليسيا غونزاليس بلانكو | 38                    |
| 43                    | شيلا جوتيريز           | 5                     |
| 44                    | أود بيانيك (طريق)      | 28                    |
| 45                    | Lourdes Oyarbide ‏      | 98                    |
| 46                    | Alba Teruel Ribes ‏     | 59                    |

| Team Virtu Cycling Women ‏ TVC | Team Virtu Cycling Women ‏ TVC | Team Virtu Cycling Women ‏ TVC |
| ----------------------------- | ----------------------------- | ----------------------------- |
| م                             | عداء                          | مرتبة                         |
| 51                            | صوفيا بيرتيزولو               | 30                            |
| 52                            | باربرا جوارشي                 | 17                            |
| 53                            | أنوسكا كوستر                  | 26                            |
| 54                            | مارتا باستيانيلي (طريق)       | 2                             |
| 55                            | كاتارزينا باولوسكا            | 92                            |
| 56                            | كريستينا سيجارد               | 83                            |

| فالكار سيلانس ‏ VAL | فالكار سيلانس ‏ VAL      | فالكار سيلانس ‏ VAL |
| ------------------ | ----------------------- | ------------------ |
| م                  | عداء                    | مرتبة              |
| 61                 | إليسا بالسامو           | 77                 |
| 62                 | مارتا كافالي (طريق)     | 78                 |
| 63                 | ماريا جوليا كونفالونيري | 24                 |
| 64                 | Vittoria Guazzini ‏      | لم يكمل السباق     |
| 65                 | كيارا كونسوني           | لم يكمل السباق     |
| 66                 | Ilaria Sanguineti ‏      | لم يكمل السباق     |

| FDJ–Suez ‏ FDJ | FDJ–Suez ‏ FDJ      | FDJ–Suez ‏ FDJ |
| ------------- | ------------------ | ------------- |
| م             | عداء               | مرتبة         |
| 71            | Coralie Demay ‏     | 69            |
| 72            | أوجيني دوفال       | 23            |
| 73            | Maëlle Grossetête ‏ | 64            |
| 74            | Marie Le Net ‏      | 89            |
| 75            | Évita Muzic ‏       | 73            |
| 76            | Shara Gillow       | 75            |

| أيه آر مونكس برو سيكلينج للسيدات ‏ ASA | أيه آر مونكس برو سيكلينج للسيدات ‏ ASA | أيه آر مونكس برو سيكلينج للسيدات ‏ ASA |
| ------------------------------------- | ------------------------------------- | ------------------------------------- |
| م                                     | عداء                                  | مرتبة                                 |
| 81                                    | أرلينيس سيرا (طريق)                   | 14                                    |
| 82                                    | Marie-Soleil Blais ‏                   | لم يكمل السباق                        |
| 83                                    | إيلينا بيروني                         | 82                                    |
| 84                                    | Jeidi Pradera ‏                        | لم يكمل السباق                        |
| 85                                    | Lizbeth Salazar ‏                      | 39                                    |
| 86                                    | Makhabbat Umutzhanova ‏                | 74                                    |

| Équipe Paule Ka ‏ BIG | Équipe Paule Ka ‏ BIG     | Équipe Paule Ka ‏ BIG |
| -------------------- | ------------------------ | -------------------- |
| م                    | عداء                     | مرتبة                |
| 91                   | Martina Alzini ‏          | 53                   |
| 92                   | Nicole Hanselmann ‏       | لم يكمل السباق       |
| 93                   | Mikayla Harvey ‏          | 97                   |
| 94                   | Julie Norman Leth ‏       | 19                   |
| 95                   | صوفي رايت                | 86                   |
| 96                   | Maria Vittoria Sperotto ‏ | 32                   |

| BTC City Ljubljana ‏ BTC | BTC City Ljubljana ‏ BTC | BTC City Ljubljana ‏ BTC |
| ----------------------- | ----------------------- | ----------------------- |
| م                       | عداء                    | مرتبة                   |
| 101                     | Maaike Boogaard ‏        | لم يكمل السباق          |
| 102                     | Anja Longyka ‏           | لم يكمل السباق          |
| 103                     | Anastasia Chursina      | لم يكمل السباق          |
| 104                     | حنا نيلسون              | 62                      |
| 105                     | Mia Radotić ‏            | 41                      |

| باركهوتل فالكنبورغ ‏ PHV | باركهوتل فالكنبورغ ‏ PHV | باركهوتل فالكنبورغ ‏ PHV |
| ----------------------- | ----------------------- | ----------------------- |
| م                       | عداء                    | مرتبة                   |
| 111                     | آن صوفي دويك            | 68                      |
| 112                     | صوفي دي فوست            | 6                       |
| 113                     | روكسان كنيتيمان         | 85                      |
| 114                     | Belle de Gast ‏          | 44                      |
| 115                     | جنين فان دير مير ‏       | 58                      |
| 116                     | Meike Uiterwijk Winkel ‏ | لم يكمل السباق          |

| يو أي أيه تيم ‏ ALE | يو أي أيه تيم ‏ ALE       | يو أي أيه تيم ‏ ALE |
| ------------------ | ------------------------ | ------------------ |
| م                  | عداء                     | مرتبة              |
| 121                | كلو هوسكينغ              | 101                |
| 122                | Jelena Erić (cyclist) ‏   | 31                 |
| 123                | Diana Peñuela ‏           | 60                 |
| 124                | Karlijn Swinkels ‏        | 61                 |
| 125                | Anna Trevisi ‏            | لم يكمل السباق     |
| 126                | Marjolein van 't Geloof ‏ | 15                 |

| لوتو بيليسول للسيدات ‏ LSL | لوتو بيليسول للسيدات ‏ LSL | لوتو بيليسول للسيدات ‏ LSL |
| ------------------------- | ------------------------- | ------------------------- |
| م                         | عداء                      | مرتبة                     |
| 131                       | لوت كوبيكي                | 52                        |
| 132                       | Alana Castrique ‏          | لم يكمل السباق            |
| 133                       | ديمي دي جونغ ‏             | 25                        |
| 134                       | Danique Braam ‏            | 51                        |
| 135                       | Puck Moonen ‏              | لم يكمل السباق            |
| 136                       | Nguyễn Thị Thật ‏          | 21                        |

| دولتشيني فان إيك بروكسيموس ‏ DVE | دولتشيني فان إيك بروكسيموس ‏ DVE | دولتشيني فان إيك بروكسيموس ‏ DVE |
| ------------------------------- | ------------------------------- | ------------------------------- |
| م                               | عداء                            | مرتبة                           |
| 141                             | دانييلا ريس (طريق)              | 80                              |
| 142                             | Jesse Vandenbulcke ‏             | 72                              |
| 143                             | Saartje Vandenbroucke ‏          | لم يكمل السباق                  |
| 144                             | Pascale Jeuland-Tranchant       | 22                              |
| 145                             | Bryony van Velzen ‏              | 45                              |
| 146                             | Anisha Vekemans ‏                | لم يكمل السباق                  |

| Health Mate–Cyclelive Team ‏ HMT | Health Mate–Cyclelive Team ‏ HMT | Health Mate–Cyclelive Team ‏ HMT |
| ------------------------------- | ------------------------------- | ------------------------------- |
| م                               | عداء                            | مرتبة                           |
| 151                             | Lara Defour ‏                    | 70                              |
| 152                             | Fien Delbaere ‏                  | 46                              |
| 153                             | Laura Süßemilch ‏                | لم يكمل السباق                  |
| 154                             | Zsófia Szabó ‏                   | لم يكمل السباق                  |
| 155                             | كيرستي فان هافتن                | لم يكمل السباق                  |
| 156                             | Kylie Waterreus ‏                | 33                              |

| Aromitalia–Basso Bikes–Vaiano ‏ VAI | Aromitalia–Basso Bikes–Vaiano ‏ VAI | Aromitalia–Basso Bikes–Vaiano ‏ VAI |
| ---------------------------------- | ---------------------------------- | ---------------------------------- |
| م                                  | عداء                               | مرتبة                              |
| 161                                | Michela Balducci ‏                  | 36                                 |
| 162                                | Sofia Beggin ‏                      | 35                                 |
| 163                                | Letizia Borghesi ‏                  | 48                                 |
| 164                                | Carmela Cipriani ‏                  | 49                                 |
| 165                                | راسا ليليفيتو (طريق)               | 34                                 |
| 166                                | Giulia Marchesini ‏                 | 103                                |

| Servetto–Makhymo–Beltrami TSA ‏ SER | Servetto–Makhymo–Beltrami TSA ‏ SER | Servetto–Makhymo–Beltrami TSA ‏ SER |
| ---------------------------------- | ---------------------------------- | ---------------------------------- |
| م                                  | عداء                               | مرتبة                              |
| 171                                | Francesca Balducci ‏                | لم يكمل السباق                     |
| 172                                | Kseniya Dobrynina ‏                 | 102                                |
| 173                                | Aleksandra Goncharova ‏             | لم يكمل السباق                     |
| 174                                | Mónika Király ‏                     | 84                                 |
| 175                                | Anna Potokina ‏                     | 91                                 |
| 176                                | Yevheniya Vysotska ‏                | لم يكمل السباق                     |

| بيبينك ‏ BPK | بيبينك ‏ BPK        | بيبينك ‏ BPK    |
| ----------- | ------------------ | -------------- |
| م           | عداء               | مرتبة          |
| 181         | تاتيانا جوديرزو    | 96             |
| 182         | Rachele Barbieri ‏  | لم يكمل السباق |
| 183         | Chiara Perini ‏     | 56             |
| 184         | Francesca Pattaro ‏ | لم يكمل السباق |
| 185         | Katia Ragusa ‏      | 42             |
| 186         | Nicole Steigenga ‏  | 90             |

| تيم كوب هايتك بوردكتس ‏ HPU | تيم كوب هايتك بوردكتس ‏ HPU | تيم كوب هايتك بوردكتس ‏ HPU |
| -------------------------- | -------------------------- | -------------------------- |
| م                          | عداء                       | مرتبة                      |
| 191                        | لوسي جارنر                 | 18                         |
| 192                        | Ingvild Gåskjenn ‏          | 81                         |
| 193                        | Vita Heine ‏ (طريق)         | 43                         |
| 194                        | Julie Meyer Solvang ‏       | 94                         |
| 195                        | Chanella Stougje ‏          | 63                         |
| 196                        | Lonneke Uneken ‏            | 95                         |

| GT Krush Rebellease Pro Cycling ‏ BPC | GT Krush Rebellease Pro Cycling ‏ BPC | GT Krush Rebellease Pro Cycling ‏ BPC |
| ------------------------------------ | ------------------------------------ | ------------------------------------ |
| م                                    | عداء                                 | مرتبة                                |
| 201                                  | Marissa Baks ‏                        | لم يكمل السباق                       |
| 202                                  | هنريتا كولبورن                       | 27                                   |
| 203                                  | Merel Hofman ‏                        | لم يكمل السباق                       |
| 204                                  | Roos Hoogeboom ‏                      | لم يكمل السباق                       |
| 205                                  | Melanie Klement ‏                     | لم يكمل السباق                       |
| 206                                  | ناتالي فان غوخ                       | 40                                   |

| شارينت ماريتايم سيلينج للسيدات ‏ CMW | شارينت ماريتايم سيلينج للسيدات ‏ CMW | شارينت ماريتايم سيلينج للسيدات ‏ CMW |
| ----------------------------------- | ----------------------------------- | ----------------------------------- |
| م                                   | عداء                                | مرتبة                               |
| 211                                 | Noémie Abgrall ‏                     | لم يكمل السباق                      |
| 212                                 | Lucie Lahaye ‏                       | 65                                  |
| 214                                 | Anaïs Morichon ‏                     | لم يكمل السباق                      |
| 216                                 | غلاديس فيرهلست ‏                     | 67                                  |

| إن إكس تي جي ريسينغ ‏ ___ | إن إكس تي جي ريسينغ ‏ ___ | إن إكس تي جي ريسينغ ‏ ___ |
| ------------------------ | ------------------------ | ------------------------ |
| م                        | عداء                     | مرتبة                    |
| 221                      | Nathalie Bex ‏            | لم يكمل السباق           |
| 222                      | Shari Bossuyt ‏           | 37                       |
| 223                      | Cathalijne Hoolwerf ‏     | لم يكمل السباق           |
| 224                      | Eva Jonkers‏              | لم يكمل السباق           |
| 225                      | Britt Knaven ‏            | لم يكمل السباق           |
| 226                      | Ingrit Verhoeff‏          | لم يكمل السباق           |

| Jos Feron Lady Force ‏ ___ | Jos Feron Lady Force ‏ ___ | Jos Feron Lady Force ‏ ___ |
| ------------------------- | ------------------------- | ------------------------- |
| م                         | عداء                      | مرتبة                     |
| 231                       | كات هاينس                 | 50                        |
| 232                       | Senna Feron ‏              | لم يكمل السباق            |
| 233                       | Liisa Ehrberg ‏            | لم يكمل السباق            |
| 234                       | Hannah Gruber-Stadler‏     | لم يكمل السباق            |
| 235                       | Céline van Houtum‏         | 66                        |
| 236                       | Marieke de Groot ‏         | لم يكمل السباق            |

| أوتوجلاس ويترين ‏ ___ | أوتوجلاس ويترين ‏ ___       | أوتوجلاس ويترين ‏ ___ |
| -------------------- | -------------------------- | -------------------- |
| م                    | عداء                       | مرتبة                |
| 241                  | Josefine Huitfeldt‏         | لم يكمل السباق       |
| 242                  | Carolien Haers‏             | لم يكمل السباق       |
| 243                  | لورين كريمر ‏               | 76                   |
| 244                  | Hanna Johansson (cyclist) ‏ | لم يكمل السباق       |
| 245                  | Josie Shepherd‏             | لم يكمل السباق       |
| 246                  | Liliano Leenknegi‏          | لم يكمل السباق       |

| Lidl–Trek (women's team) ‏ TFS | Lidl–Trek (women's team) ‏ TFS | Lidl–Trek (women's team) ‏ TFS |
| ----------------------------- | ----------------------------- | ----------------------------- |
| م                             | عداء                          | مرتبة                         |
| 1                             | Ellen van Dijk                | 1                             |
| 2                             | Lotta Lepistö (طريق)          | 20                            |
| 3                             | إليسا ونغو بورغيني            | 8                             |
| 4                             | Audrey Cordon-Ragot           | 99                            |
| 5                             | تريكسي ووراك                  | 93                            |
| 6                             | روث ويندر                     | 100                           |

| Liv AlUla Jayco ‏ MTS | Liv AlUla Jayco ‏ MTS | Liv AlUla Jayco ‏ MTS |
| -------------------- | -------------------- | -------------------- |
| م                    | عداء                 | مرتبة                |
| 11                   | أنيميك فان فليوتن    | 7                    |
| 12                   | غراسي إلفن           | 11                   |
| 13                   | لوسي كينيدي          | لم يكمل السباق       |
| 14                   | سارة روي             | 47                   |
| 15                   | Moniek Tenniglo ‏     | 29                   |
| 16                   | غريس براون           | 55                   |

| فريق سنويب للسيدات ‏ SUN | فريق سنويب للسيدات ‏ SUN | فريق سنويب للسيدات ‏ SUN |
| ----------------------- | ----------------------- | ----------------------- |
| م                       | عداء                    | مرتبة                   |
| 21                      | لوسيندا براند           | 3                       |
| 22                      | سوزان أندرسن            | 13                      |
| 23                      | فايفر جورجي             | 57                      |
| 24                      | جولييت لابوس            | 71                      |
| 25                      | ليان ليبرت (طريق)       | 9                       |
| 26                      | يانيكي إنسينغ           | 79                      |

| كانيون–إس آر إيه إم ‏ CSR | كانيون–إس آر إيه إم ‏ CSR | كانيون–إس آر إيه إم ‏ CSR |
| ------------------------ | ------------------------ | ------------------------ |
| م                        | عداء                     | مرتبة                    |
| 31                       | كاتارزينا نيفيادوما      | 10                       |
| 32                       | ألينا أمياليوسيك         | 87                       |
| 33                       | إيلينا سيتشيني           | 4                        |
| 34                       | تيفاني كرومويل           | 54                       |
| 35                       | Tanja Erath ‏             | 88                       |
| 36                       | ليزا كلاين               | 12                       |

| موفيستار للسيدات ‏ MOV | موفيستار للسيدات ‏ MOV  | موفيستار للسيدات ‏ MOV |
| --------------------- | ---------------------- | --------------------- |
| م                     | عداء                   | مرتبة                 |
| 41                    | روكسان فورنييه         | 16                    |
| 42                    | أليسيا غونزاليس بلانكو | 38                    |
| 43                    | شيلا جوتيريز           | 5                     |
| 44                    | أود بيانيك (طريق)      | 28                    |
| 45                    | Lourdes Oyarbide ‏      | 98                    |
| 46                    | Alba Teruel Ribes ‏     | 59                    |

| Team Virtu Cycling Women ‏ TVC | Team Virtu Cycling Women ‏ TVC | Team Virtu Cycling Women ‏ TVC |
| ----------------------------- | ----------------------------- | ----------------------------- |
| م                             | عداء                          | مرتبة                         |
| 51                            | صوفيا بيرتيزولو               | 30                            |
| 52                            | باربرا جوارشي                 | 17                            |
| 53                            | أنوسكا كوستر                  | 26                            |
| 54                            | مارتا باستيانيلي (طريق)       | 2                             |
| 55                            | كاتارزينا باولوسكا            | 92                            |
| 56                            | كريستينا سيجارد               | 83                            |

| فالكار سيلانس ‏ VAL | فالكار سيلانس ‏ VAL      | فالكار سيلانس ‏ VAL |
| ------------------ | ----------------------- | ------------------ |
| م                  | عداء                    | مرتبة              |
| 61                 | إليسا بالسامو           | 77                 |
| 62                 | مارتا كافالي (طريق)     | 78                 |
| 63                 | ماريا جوليا كونفالونيري | 24                 |
| 64                 | Vittoria Guazzini ‏      | لم يكمل السباق     |
| 65                 | كيارا كونسوني           | لم يكمل السباق     |
| 66                 | Ilaria Sanguineti ‏      | لم يكمل السباق     |

| FDJ–Suez ‏ FDJ | FDJ–Suez ‏ FDJ      | FDJ–Suez ‏ FDJ |
| ------------- | ------------------ | ------------- |
| م             | عداء               | مرتبة         |
| 71            | Coralie Demay ‏     | 69            |
| 72            | أوجيني دوفال       | 23            |
| 73            | Maëlle Grossetête ‏ | 64            |
| 74            | Marie Le Net ‏      | 89            |
| 75            | Évita Muzic ‏       | 73            |
| 76            | Shara Gillow       | 75            |

| أيه آر مونكس برو سيكلينج للسيدات ‏ ASA | أيه آر مونكس برو سيكلينج للسيدات ‏ ASA | أيه آر مونكس برو سيكلينج للسيدات ‏ ASA |
| ------------------------------------- | ------------------------------------- | ------------------------------------- |
| م                                     | عداء                                  | مرتبة                                 |
| 81                                    | أرلينيس سيرا (طريق)                   | 14                                    |
| 82                                    | Marie-Soleil Blais ‏                   | لم يكمل السباق                        |
| 83                                    | إيلينا بيروني                         | 82                                    |
| 84                                    | Jeidi Pradera ‏                        | لم يكمل السباق                        |
| 85                                    | Lizbeth Salazar ‏                      | 39                                    |
| 86                                    | Makhabbat Umutzhanova ‏                | 74                                    |

| Équipe Paule Ka ‏ BIG | Équipe Paule Ka ‏ BIG     | Équipe Paule Ka ‏ BIG |
| -------------------- | ------------------------ | -------------------- |
| م                    | عداء                     | مرتبة                |
| 91                   | Martina Alzini ‏          | 53                   |
| 92                   | Nicole Hanselmann ‏       | لم يكمل السباق       |
| 93                   | Mikayla Harvey ‏          | 97                   |
| 94                   | Julie Norman Leth ‏       | 19                   |
| 95                   | صوفي رايت                | 86                   |
| 96                   | Maria Vittoria Sperotto ‏ | 32                   |

| BTC City Ljubljana ‏ BTC | BTC City Ljubljana ‏ BTC | BTC City Ljubljana ‏ BTC |
| ----------------------- | ----------------------- | ----------------------- |
| م                       | عداء                    | مرتبة                   |
| 101                     | Maaike Boogaard ‏        | لم يكمل السباق          |
| 102                     | Anja Longyka ‏           | لم يكمل السباق          |
| 103                     | Anastasia Chursina      | لم يكمل السباق          |
| 104                     | حنا نيلسون              | 62                      |
| 105                     | Mia Radotić ‏            | 41                      |

| باركهوتل فالكنبورغ ‏ PHV | باركهوتل فالكنبورغ ‏ PHV | باركهوتل فالكنبورغ ‏ PHV |
| ----------------------- | ----------------------- | ----------------------- |
| م                       | عداء                    | مرتبة                   |
| 111                     | آن صوفي دويك            | 68                      |
| 112                     | صوفي دي فوست            | 6                       |
| 113                     | روكسان كنيتيمان         | 85                      |
| 114                     | Belle de Gast ‏          | 44                      |
| 115                     | جنين فان دير مير ‏       | 58                      |
| 116                     | Meike Uiterwijk Winkel ‏ | لم يكمل السباق          |

| يو أي أيه تيم ‏ ALE | يو أي أيه تيم ‏ ALE       | يو أي أيه تيم ‏ ALE |
| ------------------ | ------------------------ | ------------------ |
| م                  | عداء                     | مرتبة              |
| 121                | كلو هوسكينغ              | 101                |
| 122                | Jelena Erić (cyclist) ‏   | 31                 |
| 123                | Diana Peñuela ‏           | 60                 |
| 124                | Karlijn Swinkels ‏        | 61                 |
| 125                | Anna Trevisi ‏            | لم يكمل السباق     |
| 126                | Marjolein van 't Geloof ‏ | 15                 |

| لوتو بيليسول للسيدات ‏ LSL | لوتو بيليسول للسيدات ‏ LSL | لوتو بيليسول للسيدات ‏ LSL |
| ------------------------- | ------------------------- | ------------------------- |
| م                         | عداء                      | مرتبة                     |
| 131                       | لوت كوبيكي                | 52                        |
| 132                       | Alana Castrique ‏          | لم يكمل السباق            |
| 133                       | ديمي دي جونغ ‏             | 25                        |
| 134                       | Danique Braam ‏            | 51                        |
| 135                       | Puck Moonen ‏              | لم يكمل السباق            |
| 136                       | Nguyễn Thị Thật ‏          | 21                        |

| دولتشيني فان إيك بروكسيموس ‏ DVE | دولتشيني فان إيك بروكسيموس ‏ DVE | دولتشيني فان إيك بروكسيموس ‏ DVE |
| ------------------------------- | ------------------------------- | ------------------------------- |
| م                               | عداء                            | مرتبة                           |
| 141                             | دانييلا ريس (طريق)              | 80                              |
| 142                             | Jesse Vandenbulcke ‏             | 72                              |
| 143                             | Saartje Vandenbroucke ‏          | لم يكمل السباق                  |
| 144                             | Pascale Jeuland-Tranchant       | 22                              |
| 145                             | Bryony van Velzen ‏              | 45                              |
| 146                             | Anisha Vekemans ‏                | لم يكمل السباق                  |

| Health Mate–Cyclelive Team ‏ HMT | Health Mate–Cyclelive Team ‏ HMT | Health Mate–Cyclelive Team ‏ HMT |
| ------------------------------- | ------------------------------- | ------------------------------- |
| م                               | عداء                            | مرتبة                           |
| 151                             | Lara Defour ‏                    | 70                              |
| 152                             | Fien Delbaere ‏                  | 46                              |
| 153                             | Laura Süßemilch ‏                | لم يكمل السباق                  |
| 154                             | Zsófia Szabó ‏                   | لم يكمل السباق                  |
| 155                             | كيرستي فان هافتن                | لم يكمل السباق                  |
| 156                             | Kylie Waterreus ‏                | 33                              |

| Aromitalia–Basso Bikes–Vaiano ‏ VAI | Aromitalia–Basso Bikes–Vaiano ‏ VAI | Aromitalia–Basso Bikes–Vaiano ‏ VAI |
| ---------------------------------- | ---------------------------------- | ---------------------------------- |
| م                                  | عداء                               | مرتبة                              |
| 161                                | Michela Balducci ‏                  | 36                                 |
| 162                                | Sofia Beggin ‏                      | 35                                 |
| 163                                | Letizia Borghesi ‏                  | 48                                 |
| 164                                | Carmela Cipriani ‏                  | 49                                 |
| 165                                | راسا ليليفيتو (طريق)               | 34                                 |
| 166                                | Giulia Marchesini ‏                 | 103                                |

| Servetto–Makhymo–Beltrami TSA ‏ SER | Servetto–Makhymo–Beltrami TSA ‏ SER | Servetto–Makhymo–Beltrami TSA ‏ SER |
| ---------------------------------- | ---------------------------------- | ---------------------------------- |
| م                                  | عداء                               | مرتبة                              |
| 171                                | Francesca Balducci ‏                | لم يكمل السباق                     |
| 172                                | Kseniya Dobrynina ‏                 | 102                                |
| 173                                | Aleksandra Goncharova ‏             | لم يكمل السباق                     |
| 174                                | Mónika Király ‏                     | 84                                 |
| 175                                | Anna Potokina ‏                     | 91                                 |
| 176                                | Yevheniya Vysotska ‏                | لم يكمل السباق                     |

| بيبينك ‏ BPK | بيبينك ‏ BPK        | بيبينك ‏ BPK    |
| ----------- | ------------------ | -------------- |
| م           | عداء               | مرتبة          |
| 181         | تاتيانا جوديرزو    | 96             |
| 182         | Rachele Barbieri ‏  | لم يكمل السباق |
| 183         | Chiara Perini ‏     | 56             |
| 184         | Francesca Pattaro ‏ | لم يكمل السباق |
| 185         | Katia Ragusa ‏      | 42             |
| 186         | Nicole Steigenga ‏  | 90             |

| تيم كوب هايتك بوردكتس ‏ HPU | تيم كوب هايتك بوردكتس ‏ HPU | تيم كوب هايتك بوردكتس ‏ HPU |
| -------------------------- | -------------------------- | -------------------------- |
| م                          | عداء                       | مرتبة                      |
| 191                        | لوسي جارنر                 | 18                         |
| 192                        | Ingvild Gåskjenn ‏          | 81                         |
| 193                        | Vita Heine ‏ (طريق)         | 43                         |
| 194                        | Julie Meyer Solvang ‏       | 94                         |
| 195                        | Chanella Stougje ‏          | 63                         |
| 196                        | Lonneke Uneken ‏            | 95                         |

| GT Krush Rebellease Pro Cycling ‏ BPC | GT Krush Rebellease Pro Cycling ‏ BPC | GT Krush Rebellease Pro Cycling ‏ BPC |
| ------------------------------------ | ------------------------------------ | ------------------------------------ |
| م                                    | عداء                                 | مرتبة                                |
| 201                                  | Marissa Baks ‏                        | لم يكمل السباق                       |
| 202                                  | هنريتا كولبورن                       | 27                                   |
| 203                                  | Merel Hofman ‏                        | لم يكمل السباق                       |
| 204                                  | Roos Hoogeboom ‏                      | لم يكمل السباق                       |
| 205                                  | Melanie Klement ‏                     | لم يكمل السباق                       |
| 206                                  | ناتالي فان غوخ                       | 40                                   |

| شارينت ماريتايم سيلينج للسيدات ‏ CMW | شارينت ماريتايم سيلينج للسيدات ‏ CMW | شارينت ماريتايم سيلينج للسيدات ‏ CMW |
| ----------------------------------- | ----------------------------------- | ----------------------------------- |
| م                                   | عداء                                | مرتبة                               |
| 211                                 | Noémie Abgrall ‏                     | لم يكمل السباق                      |
| 212                                 | Lucie Lahaye ‏                       | 65                                  |
| 214                                 | Anaïs Morichon ‏                     | لم يكمل السباق                      |
| 216                                 | غلاديس فيرهلست ‏                     | 67                                  |

| إن إكس تي جي ريسينغ ‏ ___ | إن إكس تي جي ريسينغ ‏ ___ | إن إكس تي جي ريسينغ ‏ ___ |
| ------------------------ | ------------------------ | ------------------------ |
| م                        | عداء                     | مرتبة                    |
| 221                      | Nathalie Bex ‏            | لم يكمل السباق           |
| 222                      | Shari Bossuyt ‏           | 37                       |
| 223                      | Cathalijne Hoolwerf ‏     | لم يكمل السباق           |
| 224                      | Eva Jonkers‏              | لم يكمل السباق           |
| 225                      | Britt Knaven ‏            | لم يكمل السباق           |
| 226                      | Ingrit Verhoeff‏          | لم يكمل السباق           |

| Jos Feron Lady Force ‏ ___ | Jos Feron Lady Force ‏ ___ | Jos Feron Lady Force ‏ ___ |
| ------------------------- | ------------------------- | ------------------------- |
| م                         | عداء                      | مرتبة                     |
| 231                       | كات هاينس                 | 50                        |
| 232                       | Senna Feron ‏              | لم يكمل السباق            |
| 233                       | Liisa Ehrberg ‏            | لم يكمل السباق            |
| 234                       | Hannah Gruber-Stadler‏     | لم يكمل السباق            |
| 235                       | Céline van Houtum‏         | 66                        |
| 236                       | Marieke de Groot ‏         | لم يكمل السباق            |

| أوتوجلاس ويترين ‏ ___ | أوتوجلاس ويترين ‏ ___       | أوتوجلاس ويترين ‏ ___ |
| -------------------- | -------------------------- | -------------------- |
| م                    | عداء                       | مرتبة                |
| 241                  | Josefine Huitfeldt‏         | لم يكمل السباق       |
| 242                  | Carolien Haers‏             | لم يكمل السباق       |
| 243                  | لورين كريمر ‏               | 76                   |
| 244                  | Hanna Johansson (cyclist) ‏ | لم يكمل السباق       |
| 245                  | Josie Shepherd‏             | لم يكمل السباق       |
| 246                  | Liliano Leenknegi‏          | لم يكمل السباق       |

## وصلات خارجية
- الموقع الرسمي
- لمحة عن سباق دفارز دور فلاندرز للسيدات 2019 على موقع  ProCyclingStats   (برو  سايكلنج  ستاتس) - إحصاءات  محترفي  الدراجات.

- دفارز دور فلاندرز للسيدات 2019 على موقع إحصائيات الدراجات الإحترافية (الإنجليزية)